# Saint-Denis-des-Puits
 Saint-Denis-des-Puits  là một xã của tỉnh Eure-et-Loir, thuộc vùng Centre-Val de Loire, miền bắc nước Pháp.